# 나나 조르자제
나나 조르자제(조지아어: ნანა ჯორჯაძე, 영어: Nana Jorjadze, 1948년 8월 24일 ~ )는 조지아의 영화 감독, 영화 각본가, 배우이다. 1987년 영화 《로빈슨의 집》을 통해 칸 영화제 황금카메라상을 수상하면서 이름을 알리기 시작했다. 1996년 영화 《사랑의 요리사》는 아카데미 외국어영화상 후보에 오르면서 조지아 영화 최초로 아카데미상에 진출하게 되었다.

## 작품 목록
- 로빈슨의 집 (1987)
- 사랑의 요리사 (1996)
- 못다한 27번의 키스 (2000)
- 레인보우메이커 (2008)
- 마이 머메이드, 마이 로렐라이 (2013)